# Роберт де Монтеск'ю
Роберт де Монтеск'ю (фр. Marie Joseph Robert Anatole de Montesquiou-Fézensac; 7 березня 1855, Париж — 11 грудня 1921, Мантон) — французький письменник, денді, колекціонер, бібліофіл і покровитель мистецтв, характерна фігура кінця століття.

## Доробок
Написав декілька збірок віршів, три романи, спогади. Похований на кладовищі Гонар у передмісті Парижу Версалі.

## Особисте життя
Монтеск'ю був «сумнозвісним гомосексуалом» та «найвідомішим денді» в Парижі, який славився своїм способом життя у Прекрасну епоху. Його яскрава гомосексуальність, безумовно, стала загальновідомою до 1908 року, коли він опублікував збірку віршів та інтимних листів, присвячених своєму померлому партнеру Габріелю Ітуррі (1860—1905), або 1909 року, коли була опублікована книга про життя гомосексуальних естетів кінця століття, хоча, можливо, він міг приховувати свою сексуальну орієнтацію під виглядом дотримання лише пов'язаної з ним естетики. Монтеск'ю, можливо, був частковою моделлю для головного героя твору Оскара Вайльда «Портрет Доріана Грея», а також основним джерелом для персонажа барона де Шарлюса у творі його доброго друга Марселя Пруста «У пошуках утраченого часу», зокрема у його четвертій частині 1921 року, «Содом і Гоморра», після чого гомосексуальна орієнтація Пруста фактично стала відомою публіці.